# Mavivi
Mavivi est une localité de la République démocratique du Congo située dans le territoire de Beni, province du Nord-Kivu, dans la chefferie de Beni-Mbau. Elle possède un aéroport national et une base militaire.